# مخطط بياني

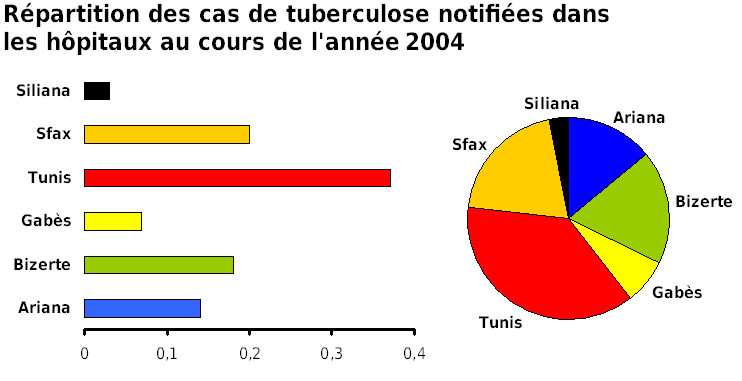
معلومات متعلقة بعدد حالات التدرن المسجلة بالمشافي التونسية حسب الولاية - مقدمة في شكل مخطط بياني شريطي وأيضا في شكل مخطط دائري.

المخطط البياني هو تمثيل رسومي للبيانات، حيث تمثّل البيانات بواسطة رموز، كالأشرطة في المخطط البياني الشريطي أو الخطوط في المخطط البياني الخطي أو الشرائح في المخطط البياني الدائري. يمكن أن يمثّل المخطط البياني بيانات رقمية من مجدولة، أو بيانات اقترانية أو بعض أنواع التركيبات البيانية النوعية. يستخدم التعبير «مخطط بياني» كتمثيل رسومي للبيانات التي تحتمل عدة معاني:
- مخطط بياني من نوع تخطيط أو رسم غرافيكي، والتي تنظم وتمثل مجموعة بيانات رقمية أو نوعية.
- غالباً ما تعرف الخرائط المزخرفة بمعلومات إضافية لأغراض محددة بالمخططات البيانية، كالمخططات البيانية البحرية أو مخططات الطيران.
- تسمى بعض المخططات الخاصة بمجالات معينة بالمخططات البيانية أحياناً، كمخطط الأوتار في التدوين الموسيقي أو مخطط السجلات في الألبومات الغنائية.

تستخدم المخططات البيانية لتسهيل فهم كميات كبيرة من البيانات والعلاقات التي تربط بينها. يمكن قراءة المخطط البياني بسرعة أكبر من قراءة البيانات الخام. وتستخدم المخططات البيانية في مجالات عديدة ويمكن رسمها يدوياً أو بواسطة الكمبيوتر باستخدام برمجيات الرسم البياني. بعض أنواع المخططات البيانية أكثر فائدة في تمثيل مجموعة معطاة من البيانات من غيرها من الأنواع. على سبيل المثال، غالباً ما يتم تمثيل النسب المئوية في مجموعات مختلفة (مثلاً، راضٍ، غير راضٍ، غير متأكد) بمخطط بياني دائري، لكن قد تكون أكثر فهماً إن مُثّلت بمخطط بياني شريطي أفقي. من ناحية أخرى، فإن رسم البيانات التي تمثل أرقاماً متغير خلال فترة زمنية (كالأرباح السنوية منذ عام 1990 إلى عام 2000) يكون أفضل ما يكون باستخدام مخطط بياني خطي.

## خصائص المخطط البياني
يتخذ المخطط البياني صوراً عديدة، لكنها تشترك بعدد من الخصائص التي تتيح للمخطط البياني استخلاص معنى من البيانات:
تمثّل البيانات في المخطط البياني بالرسم، لأن الإنسان قادر على استنتاج معنى من الصور أسرع من النصوص. يستخدم النص عادة لإضافة توضيح للبيانات.
أحد أهم استخدامات النصوص في الرسم هو إضافة عنوان. يظهر عنوان المخطط البياني فوق الرسم، ويصف معنى البيانات التي يوضحها الرسم.
تُعرض الأبعاد على المحور السيني الأفقي. إذا استخدم محوران أفقي وعمودي، فيسميان بالمحور السيني (الأفقي) والمحور الصادي (العمودي). يكون لكل محور مقياس مدرج يحدد بتدرّج دوري ويرفق بمؤشرات رقمية أو رمزية. كما يكون لكل محور عنواناً يعرض بجانبه أو أسفل منه، وهذا العنوان يصف الأبعاد التي يمثلها المحور. إذا كان المقياس رقمياً، يرفق العنوان بوحدة القياس بين قوسين. على سبيل المثال، قد يكون عنوان المحور السيني «المسافة المقطوعة (متر)»، ويعني أن المحور السيني يمثل المسافة المقطوعة بالأمتار.
في الرسم البياني، تستخدم الخطوط الشبكية للمساعدة في تحديد نقاط البيانات.
يمكن أن تظهر البيانات في المخطط البياني بكافة الأشكال، وقد تتضمن عناوين نصية تصف وحدات البيانات المرتبطة بمواقع محددة على المخطط. وقد تظهر البيانات كنقاط أو أشكال متصلة أو غير متصلة، وبمزيج من الألوان والأنماط المختلفة. عندما تتضمن البيانات التي تظهر في المخطط البياني متغيرات عديدة، يلحق بالمخطط عنوان تفسيري يتضمن قائمة بالمتغيرات ومثالاً على كيفية تمثيلها. ويسهل هذا العنوان التفسيري تعريف كافة المتغيرات الممثلة.

## أنواع المخططات البيانية

### المخططات البيانية الشائعة
أنواع المخططات البيانية الأربعة الأكثر شيوعاً:

مدرج تكراري
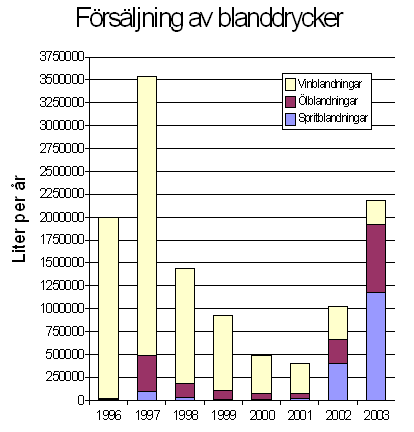
مخطط بياني شريطي
دائرة مجزأة
مخطط بياني خطي

يتضمن هذا العرض ما يلي:
- يتكون المدرج التكراري من ترددات مجدولة على هيئة مستطيلات متجاورة، مقامة على فترات منفصلة، ذات مساحات مساوية لتردد المشاهدات في الفترة.
- المخطط البياني الشريطي هو تمثيل بالمستطيلات ذات الأطوال التي تتناسب مع القيم التي تمثلها. وقد ترسم الأشرطة أفقياً أو عمودياً.
- تبين الدائرة المجزأة قيم النسب المئوية كشرائح من فطيرة.
- المخطط البياني الخطي هو عبارة عن مخطط تشتت ثنائي الأبعاد يمثل مشاهدات ترتيبية بحيث يتم وصل المشاهدات تبعاً لترتيبها.

من أنواع المخططات البيانية الأخرى:

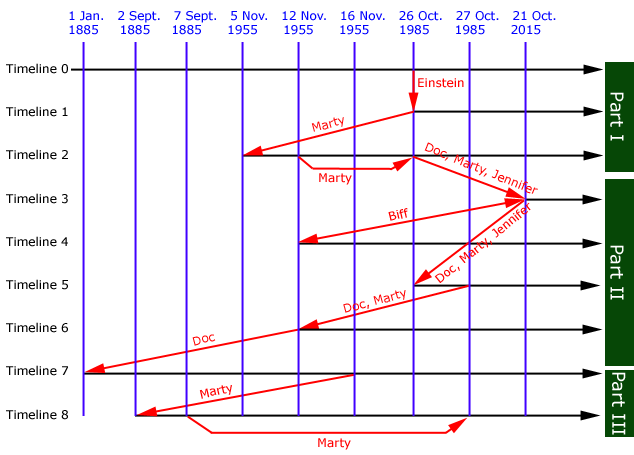
مخطط زمني
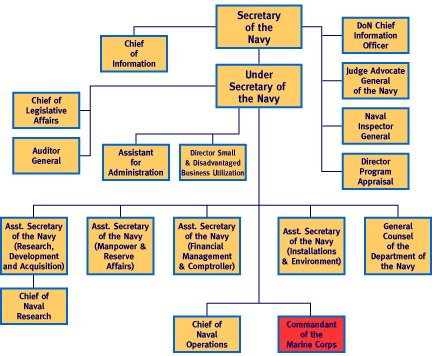
مخطط هيكل تنظيمي
مخطط شجري
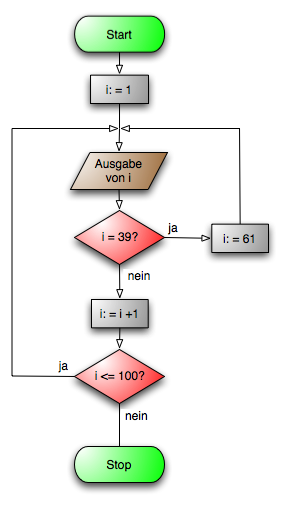
خارطة الانسياب
مخطط مساحة
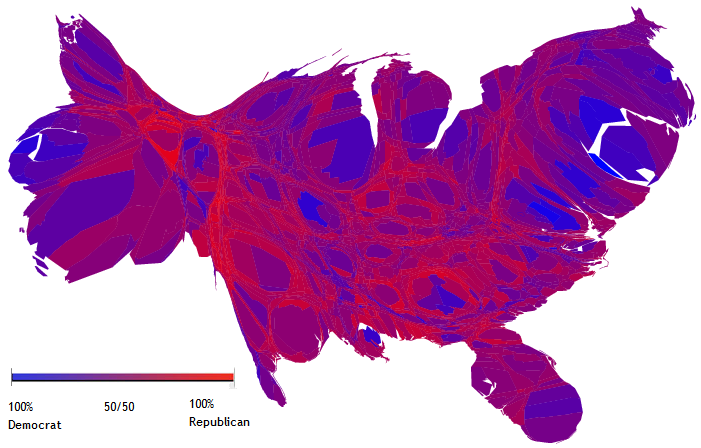
Cartogram
مخطط شجرة العائلة

### مخططات بيانية أقل استخداماً
أمثلة على المخططات البيانية الأقل استخداماً:

مخطط بياني فقاعي
مخطط مساحة قطبي
مخطط بياني راداري
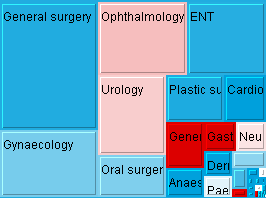
خريطة شجرية
المخطط البياني التدفقي

يبين هذا العرض ما يلي:
- المخطط البياني الفقاعي هو عبارة عن مخطط تشتت ثنائي الأبعاد، بحيث يتم تمثيل متغير ثالث عن طريق حجم النقاط (فقاعات).
- مخطط المساحة القطبي هو تعديل لمخطط الدائرة المجزأة وقد طورته فلورنس نايتينجيل.
- المخطط الراداري أو المخطط البياني العنكبوتي، هو مخطط ثنائي الأبعاد يمثل متغيرين كميين أو أكثر، تمثل على المحاول بدءاً من نفس النقطة.
- المخطط البياني الشلالي يعرف أيضاً بمخطط «المشي»، وهو نوع خاص من المخطط العمودي العائم.
- الخريطة الشجرية تمثل القيم بمساحات المستطيلات. ويمكن تمثيل الأبعاد الأخرى بالألوان.
- المخطط البياني التدفقي مخطط مساحة منحني مكدّس حول محور مركزي.

### مخططات بيانية ذات مجالات خاصة
فيما يلي بعض أنواع المخططات البيانية المستخدمة في مجالات معينة:

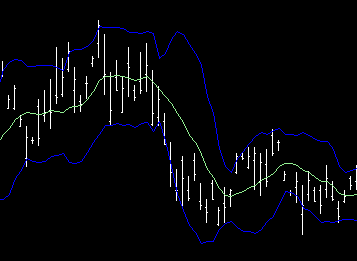
مخطط مفتوح-عالي-منخفض-مغلق
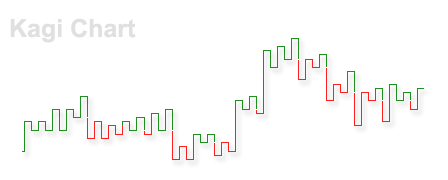
مخطط كاغي
مخطط شراري

يبين هذا العرض ما يلي:
- يتم تفسير الأسعار في سوق الأسهم بمخطط مفتوح-عالي-منخفض-مغلق ومخطط بياني شريطي تقليدي
- مخطط الشموع هو نوع آخر من المخططات البيانية الشريطية المستخدمة لوصف حركة أسعار الأسهم بمرور الوقت.
- مخطط كاغي هو مخطط تتبع الأسهم بغض النظر عن الزمن
- كبديل عن ذلك، وحيث يتطلب الأمر تفاصيل أقل، يمكن استخدام مخطط شراري.

أمثلة أخرى:
- نسب الفائدة ودرجات الحرارة وغيرها ترسم بواسطة مخطط بياني خطي.
- يستخدم مخططو المشاريع مخطط غانت لبيان أوقات المهام حسب تسلسلها في الوقت المتاح للمشروع.

### مخططات ذات أسماء معروفة
فيما يلي بعض المخططات ذات الأسماء المعروفة:

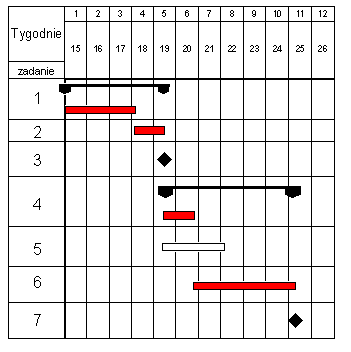
مخطط غانت
مخطط نولان
مخطط أسلوب تقييم ومراجعة المشروع
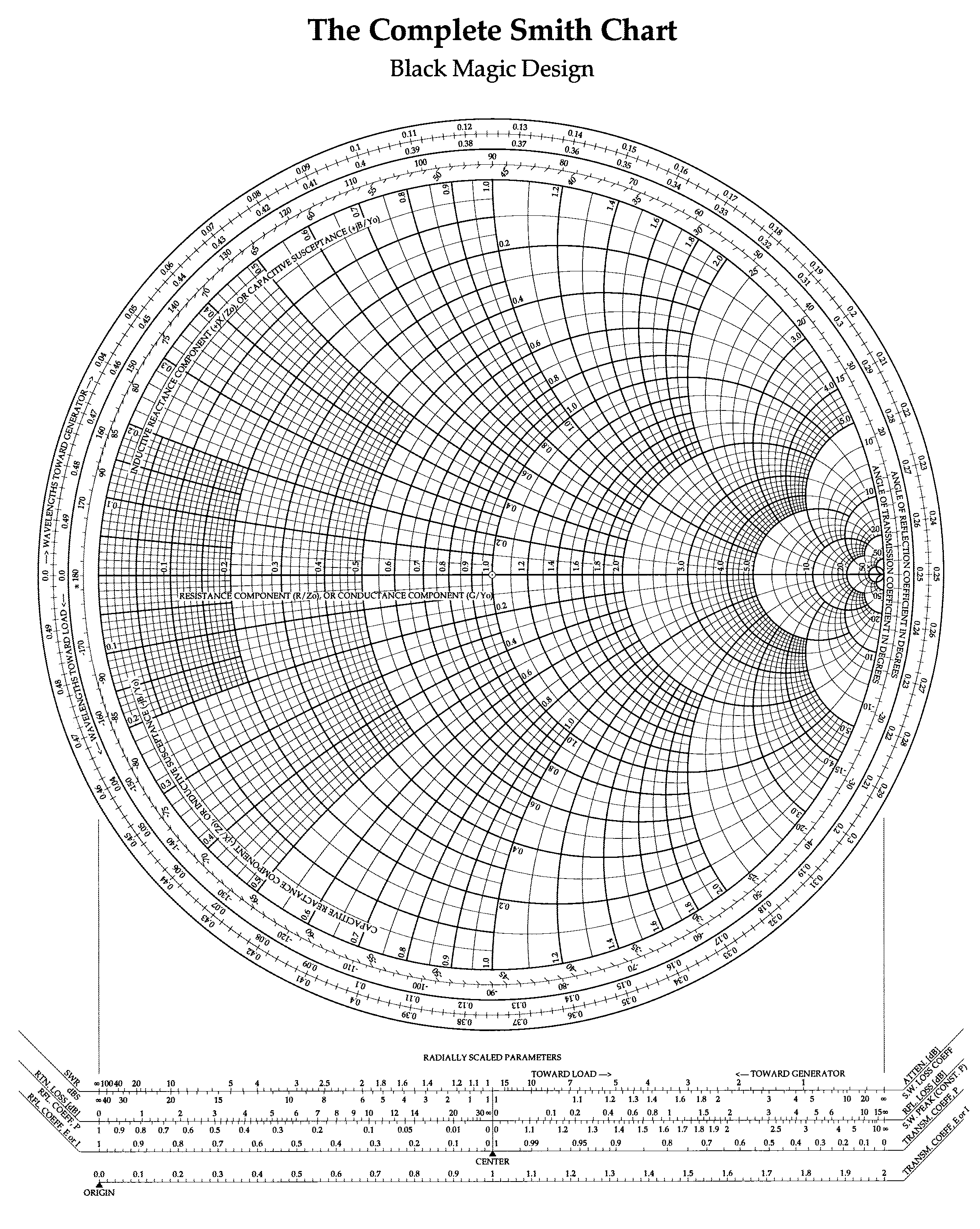
مخطط سميث

أصبحت بعض المخططات البيانية معروفة جداً لكونها تشرح ظاهرة أو فكرة بشكل فعال.
- يساعد مخطط غانت في جدولة المشاريع الصعبة.
- تستخدم مخطط نولان ومخطط بورنيل لتصنيف الفلسفات السياسية حسب محوري تباين.
- يستخدم مخطط بيرت عادة في إدارة المشاريع.
- يستخدم مخطط سميث في الإلكترونيات.

### أنواع أخرى
ثمة أنواع عديدة من المخططات البيانية الأخرى، وفيما يلي بعض منها:

مخطط التحكم
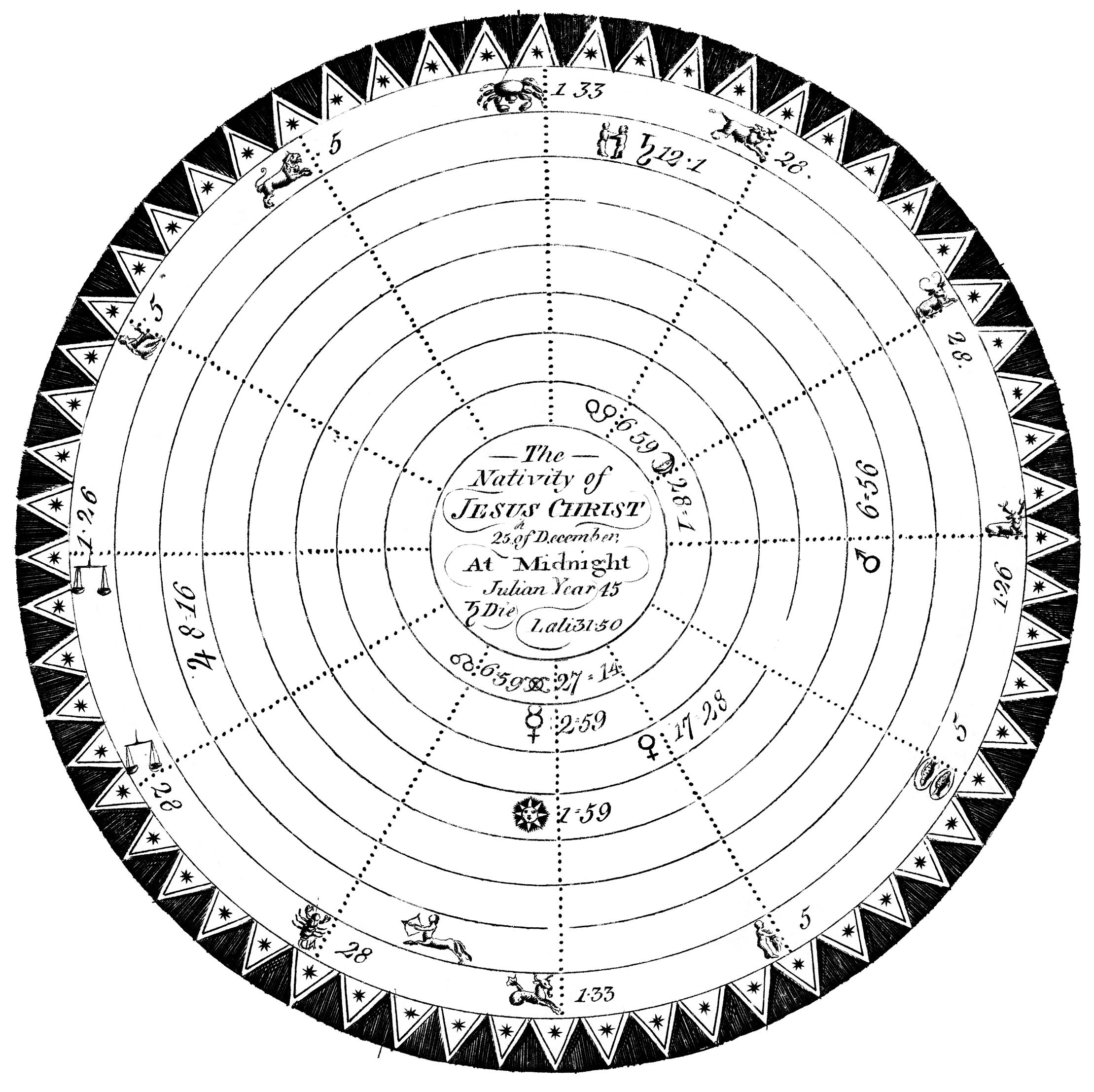
مخطط ناتال
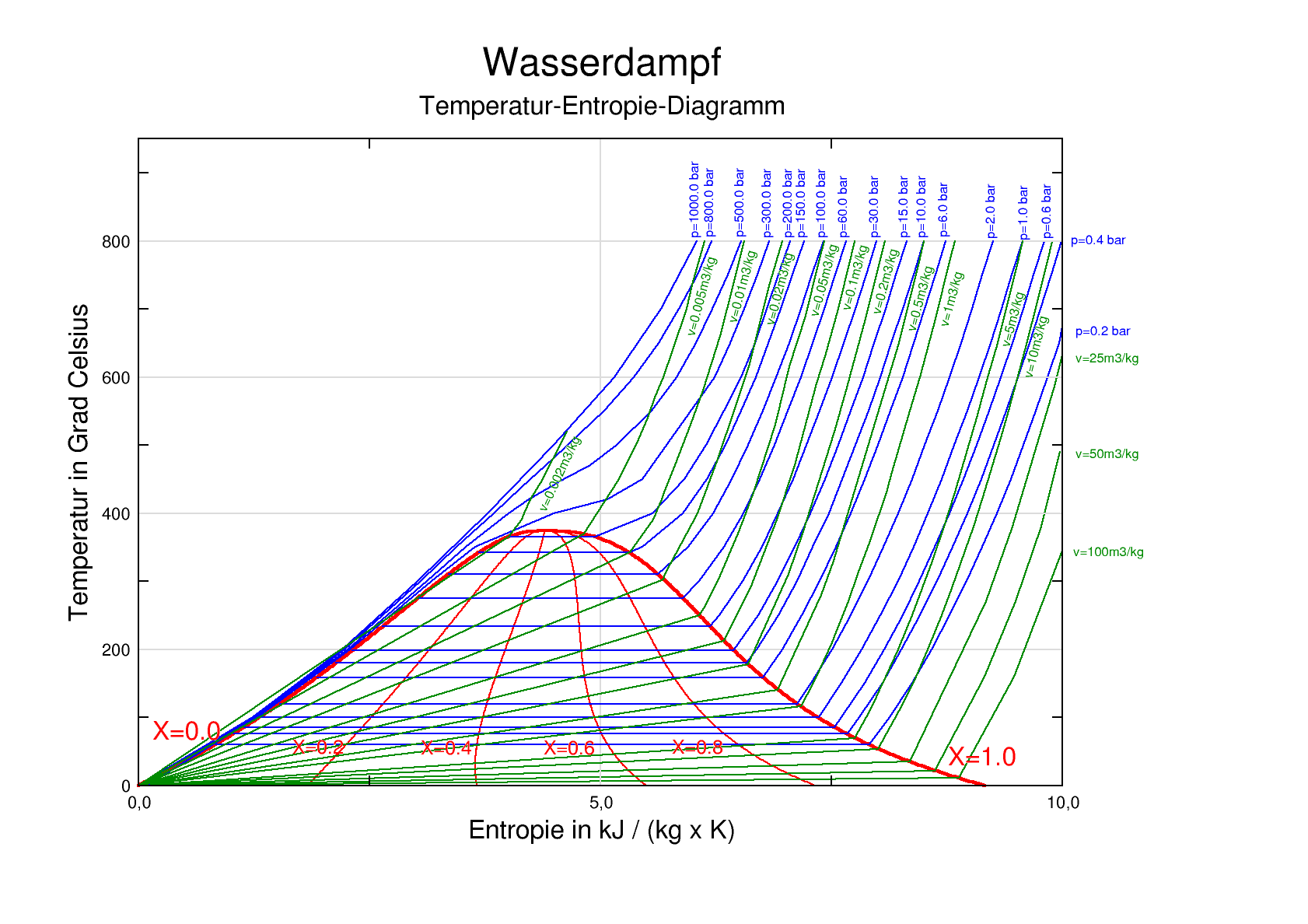
مخطط المعادلة
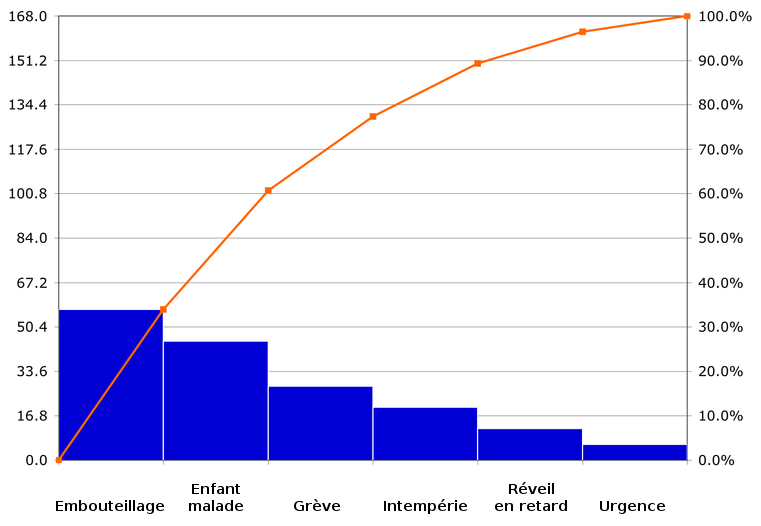
مخطط باريتو
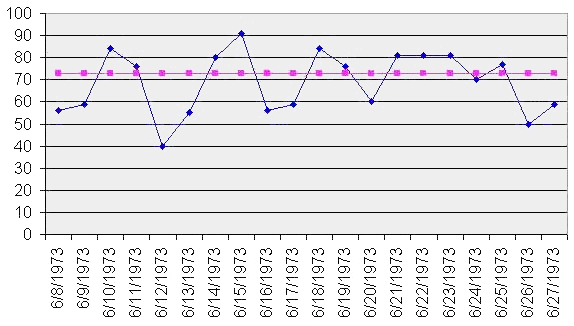
مخطط انسياب
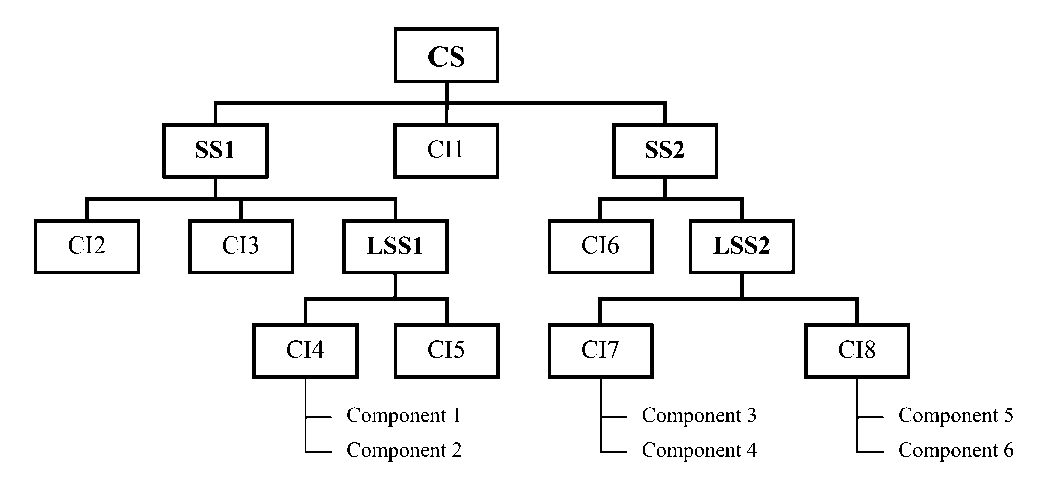
مخطط هيكلي
مخطط أحرف العلة
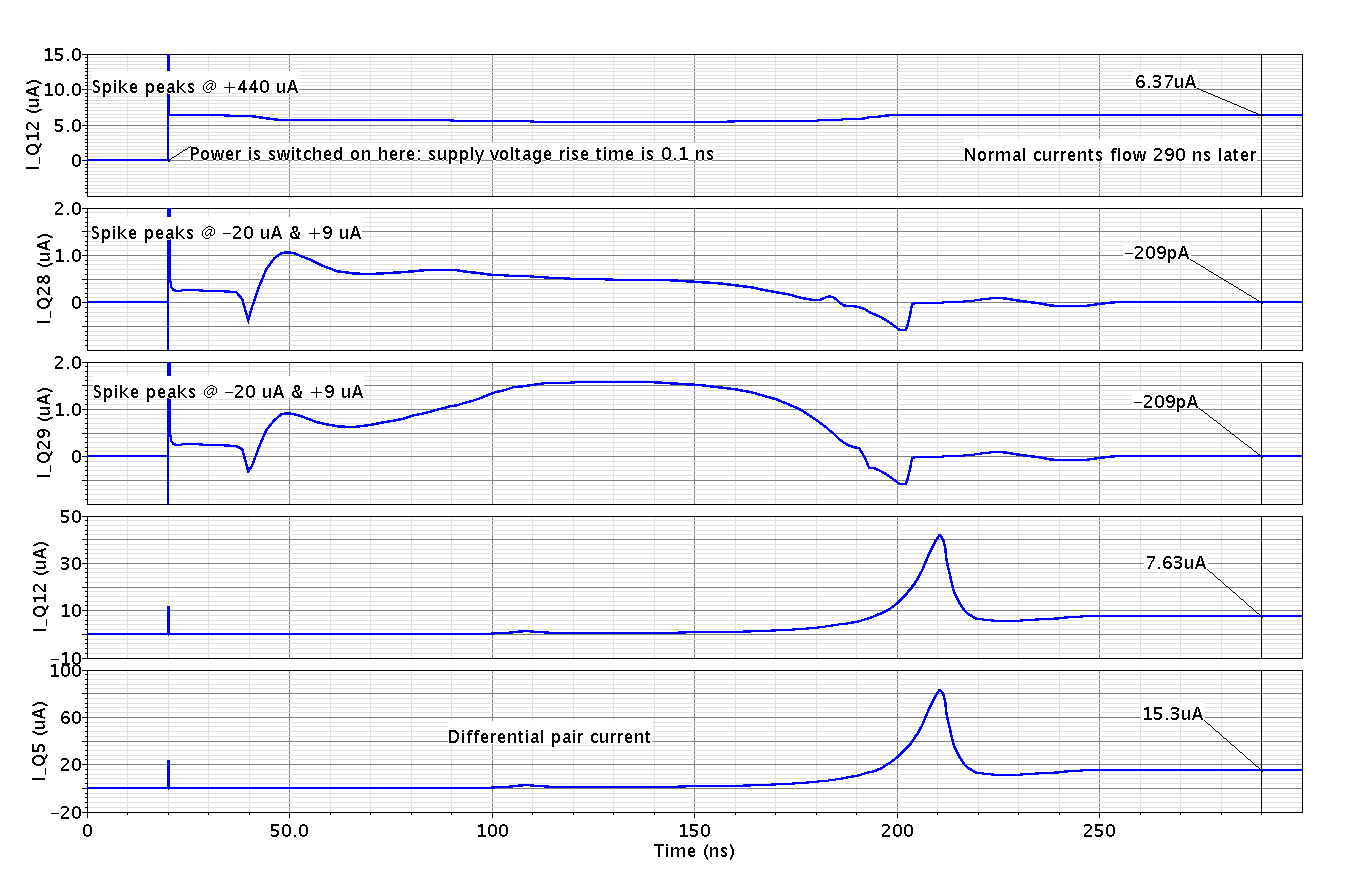
مخطط الشرائط
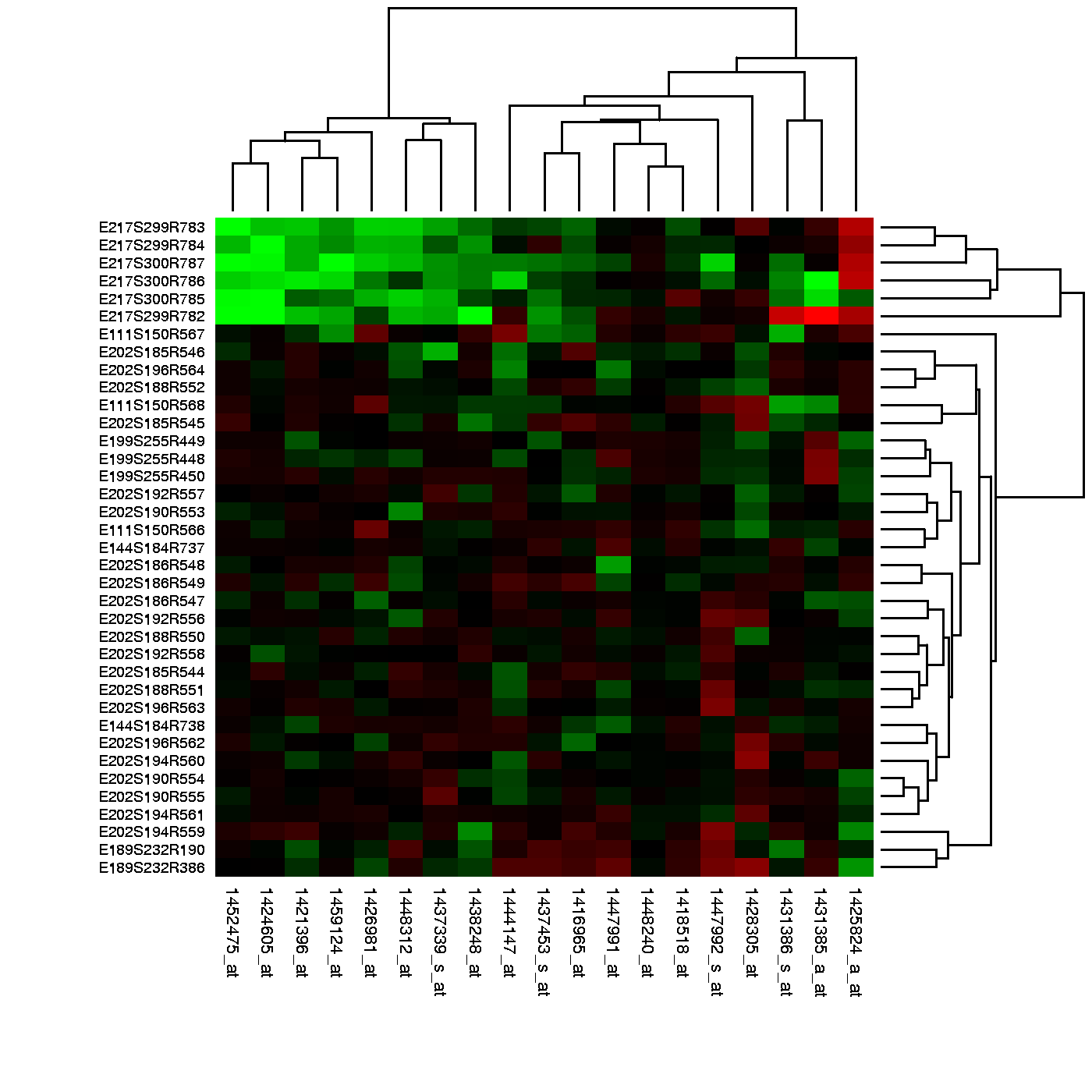
خريطة حرارية

## برمجيات الرسم البياني
يمكن إنجاز الرسم البياني يدوياً، كما يمكن استخدام برمجيات الحاسوب الخاصة بالرسم البياني لإنشاء الرسم أتوماتيكياً بناءً على البيانات المدخلة. للإطلاع على أهم الأدوات البرمجية، راجع قائمة برمجيات الرسم البياني.